# NGC 4965
NGC 4965 је спирална галаксија у сазвежђу Хидра која се налази на NGC листи објеката дубоког неба.
Деклинација објекта је - 28° 13' 42" а ректасцензија 13h 7m 9,2s. Привидна величина (магнитуда) објекта NGC 4965 износи 12,1 а фотографска магнитуда 12,8. Налази се на удаљености од 32,2000 милиона парсека од Сунца. NGC 4965 је још познат и под ознакама ESO 443-70, MCG -5-31-36, UGCA 326, AM 1304-275, IRAS 13044-2757, PGC 45437.